# Olympische Sommerspiele 1948/Fechten
Bei den XIV. Olympischen Sommerspielen 1948 in London fanden sieben Wettbewerbe im Fechten statt. Austragungsort war der Palace of Engineering, ein Ausstellungsgebäude auf dem Gelände der British Empire Exhibition im Stadtteil White City.

## Bilanz

### Medaillenspiegel
| Platz | Land               | Gold | Silber | Bronze | Gesamt |
| ----- | ------------------ | ---- | ------ | ------ | ------ |
| 1     | Frankreich         | 3    | 1      | –      | 4      |
| 2     | Ungarn             | 3    | –      | 2      | 5      |
| 3     | Italien            | 1    | 4      | 1      | 6      |
| 4     | Dänemark           | –    | 1      | –      | 1      |
| 4     | Schweiz            | –    | 1      | –      | 1      |
| 6     | Belgien            | –    | –      | 1      | 1      |
| 6     | Österreich         | –    | –      | 1      | 1      |
| 6     | Schweden           | –    | –      | 1      | 1      |
| 6     | Vereinigte Staaten | –    | –      | 1      | 1      |

### Medaillengewinner
| Konkurrenz         | Gold                                                                                          | Silber | Bronze |
| ------------------ | --------------------------------------------------------------------------------------------- | --- | --- |
| Degen Einzel       | Luigi Cantone                                                                                 | Oswald Zappelli                                                                                                   | Edoardo Mangiarotti                                                                                                |
| Degen Mannschaft   | Édouard Artigas, Marcel Desprets, Henri Guérin, Maurice Huet, Henri Lepage, Michel Pécheux    | Carlo Agostoni, Luigi Cantone, Marco Antonio Mandruzzato, Dario Mangiarotti, Edoardo Mangiarotti, Fiorenzo Marini | Per Carleson, Frank Cervell, Carl Forssell, Bengt Ljungquist, Sven Thofelt, Arne Tollbom                           |
| Florett Einzel     | Jéhan Buhan                                                                                   | Christian d’Oriola                                                                                                | Lajos Maszlay |
| Florett Mannschaft | André Bonin, René Bougnol, Jéhan Buhan, Christian d’Oriola, Jacques Lataste, Adrien Rommel    | Manlio Di Rosa, Edoardo Mangiarotti, Giuliano Nostini, Renzo Nostini, Giorgio Pellini, Saverio Ragno              | Raymond Bru, Paul Valcke, Édouard Yves, Henri Paternóster, Georges de Bourguignon André van de Werve de Vorsselaer |
| Säbel Einzel       | Aladár Gerevich                                                                               | Vincenzo Pinton                                                                                                   | Pál Kovács |
| Säbel Mannschaft   | Tibor Berczelly, Aladár Gerevich, Rudolf Kárpáti, Pál Kovács, Bertalan Papp, László Rajcsányi | Gastone Darè, Aldo Montano, Renzo Nostini, Vincenzo Pinton, Mauro Racca, Carlo Turcato                            | Dean Cetrulo, Norman Cohn-Armitage, Miguel de Capriles, James Flynn, Tibor Nyilas, George Worth                    |

| Konkurrenz     | Gold       | Silber         | Bronze             |
| -------------- | ---------- | -------------- | ------------------ |
| Florett Einzel | Ilona Elek | Karen Lachmann | Ellen Müller-Preis |

## Ergebnisse Männer

### Degen Einzel
| Platz | Land | Sportler            | Siege |
| ----- | ---- | ------------------- | ----- |
| 1     | ITA  | Luigi Cantone       | 7     |
| 2     | SUI  | Oswald Zappelli     | 5     |
| 3     | ITA  | Edoardo Mangiarotti | 5     |
| 4     | FRA  | Henri Guérin        | 5     |
| 5     | BEL  | Jean-Marie Radoux   | 5     |
| 6     | FRA  | Henri Lepage        | 4     |
| 7     | ITA  | Carlo Agostoni      | 4     |
| 8     | LUX  | Émile Gretsch       | 3     |
| 9     | USA  | Norman Lewis        | 3     |
| 10    | GBR  | Ronald Parfitt      | 2     |

Datum: 7. bis 9. August 1948 

66 Teilnehmer aus 25 Ländern

### Degen Mannschaft
| Platz | Land | Sportler |
| ----- | ---- | --- |
| 1     | FRA  | Édouard Artigas, Marcel Desprets, Henri Guérin, Maurice Huet, Henri Lepage, Michel Pécheux                        |
| 2     | ITA  | Carlo Agostoni, Luigi Cantone, Marco Antonio Mandruzzato, Dario Mangiarotti, Edoardo Mangiarotti, Fiorenzo Marini |
| 3     | SWE  | Per Carleson, Frank Cervell, Carl Forssell, Bengt Ljungquist, Sven Thofelt, Arne Tollbom                          |
| 4     | DNK  | Erik Andersen, René Dybkær, Kenneth Flindt, Mogens Lüchow, Jakob Lyng, Ib Nielsen                                 |
| 5     | BEL  | Raymond Bru, Léopold Hauben, Charles Debeur, Raoul Henkart, Jean-Marie Radoux, Raymond Stasse                     |
| 6     | LUX  | Paul Anen, Émile Gretsch, Gust Lamesch, Jean-Fernand Leischen, Erny Putz                                          |
| 7     | SUI  | Marc Chamay, Jean Hauert, Robert Lips, Otto Rüfenacht, Fernand Thiébaud, Oswald Zappelli                          |
| 8     | HUN  | Lajos Balthazár, Béla Bay, Pál Dunay, Imre Hennyei, Béla Mikla, Béla Rerrich                                      |

Datum: 5. bis 6. August 1948 

113 Teilnehmer aus 21 Ländern

### Florett Einzel
| Platz | Land | Sportler           | Siege |
| ----- | ---- | ------------------ | ----- |
| 1     | FRA  | Jéhan Buhan        | 7     |
| 2     | FRA  | Christian d’Oriola | 5     |
| 3     | HUN  | Lajos Maszlay      | 4     |
| 4     | GBR  | Emrys Lloyd        | 4     |
| 5     | FRA  | René Bougnol       | 3     |
| 6     | ITA  | Manlio Di Rosa     | 3     |
| 7     | BEL  | Paul Valcke        | 1     |
| 8     | DEN  | Ivan Ruben         | 1     |

Datum: 3. bis 4. August 1948 

63 Teilnehmer aus 25 Ländern

### Florett Mannschaft
| Platz | Land | Sportler |
| ----- | ---- | --- |
| 1     | FRA  | André Bonin, René Bougnol, Jéhan Buhan, Christian d’Oriola, Jacques Lataste, Adrien Rommel                          |
| 2     | ITA  | Manlio Di Rosa, Edoardo Mangiarotti, Giuliano Nostini, Renzo Nostini, Giorgio Pellini, Saverio Ragno                |
| 3     | BEL  | Raymond Bru, Georges de Bourguignon, Henri Paternóster, Paul Valcke, André van de Werve de Vorsselaer, Édouard Yves |
| 4     | USA  | Daniel Bukantz, Dean Cetrulo, Dernell Every, Silvio Giolito, Nate Lubell, Austin Prokop                             |
| 5     | HUN  | Béla Bay, Pál Dunay, Aladár Gerevich, József Hátszeghy, Lajos Maszlay, Endre Palócz                                 |
| 6     | EGY  | Mahmoud Ahmed Abdin, Osman Abdel Hafeez, Salah Dessouki, Hassan Hosni Tawfik, Mahmoud Younes, Mohamed Zulficar      |
| 7     | GBR  | Harold Cooke, Emrys Lloyd, René Paul, Arthur Smith, Pierre Turquet, Luke Wendon                                     |
| 8     | ARG  | Félix Galimi, Fulvio Galimi, José Rodríguez, Manuel Torrente                                                        |

Datum: 30. bis 31. Juli 1948 

82 Teilnehmer aus 16 Ländern

### Säbel Einzel
| Platz | Land | Sportler        | Siege |
| ----- | ---- | --------------- | ----- |
| 1     | HUN  | Aladár Gerevich | 7     |
| 2     | ITA  | Vincenzo Pinton | 5     |
| 3     | HUN  | Pál Kovács      | 5     |
| 4     | FRA  | Jacques Lefèvre | 4     |
| 5     | USA  | George Worth    | 2     |
| 6     | ITA  | Gastone Darè    | 2     |
| 7     | USA  | Tibor Nyilas    | 2     |
| 8     | MEX  | Antonio Haro    | 1     |

Datum: 12. bis 13. August 1948 

60 Teilnehmer aus 24 Ländern

### Säbel Mannschaft
| Platz | Land | Sportler |
| ----- | ---- | --- |
| 1     | HUN  | Tibor Berczelly, Aladár Gerevich, Rudolf Kárpáti, Pál Kovács, Bertalan Papp, László Rajcsányi               |
| 2     | ITA  | Gastone Darè, Aldo Montano, Renzo Nostini, Vincenzo Pinton, Mauro Racca, Carlo Turcato                      |
| 3     | USA  | Dean Cetrulo, Norman Cohn-Armitage, Miguel de Capriles, James Flynn, Tibor Nyilas, George Worth             |
| 4     | BEL  | Robert Bayot, Georges de Bourguignon, Ferdinand Jassogne, Eugène Laermans, Marcel Nys, Édouard Yves         |
| 5     | FRA  | Maurice Gramain, Jacques Lefèvre, Jean Levavasseur, Georges Lévêcque, Jacques Parent, Jean-François Tournon |
| 6     | POL  | Bolesław Banaś, Jan Nawrocki, Antoni Sobik, Jerzy Wójcik, Teodor Zaczyk                                     |
| 7     | NED  | Antoon Hoevers, Eddy Kuijpers, Frans Mosman, Henny ter Weer, Willem van den Berg                            |
| 8     | ARG  | Manuel Agüero, Jorge Cermesoni, José D’Andrea, Fernando Huergo, Edgardo Pomini, Daniel Sande                |

Datum: 10. bis 11. August 1948 

85 Teilnehmer aus 17 Ländern

## Ergebnisse Frauen

### Florett Einzel
| Platz | Land | Sportlerin         | Siege |
| ----- | ---- | ------------------ | ----- |
| 1     | HUN  | Ilona Elek         | 6     |
| 2     | DEN  | Karen Lachmann     | 5     |
| 3     | AUT  | Ellen Müller-Preis | 5     |
| 4     | USA  | Maria Cerra        | 5     |
| 5     | AUT  | Friedrieke Filz    | 4     |
| 6     | HUN  | Margit Elek        | 1     |
| 7     | ITA  | Velleda Cesari     | 1     |
| 8     | GBR  | Mary Glen-Haig     | 1     |

Datum: 31. Juli bis 2. August 1948 

39 Teilnehmerinnen aus 15 Ländern